# روي مارتن (طبال)
روي مارتن (بالإنجليزية: Roy Martin)‏ هو طبال بريطاني، ولد في 1961.